# Bezirksklasse Halle-Merseburg 1939/40
De Bezirksklasse Halle-Merseburg 1939/40 was het zevende voetbalkampioenschap van de Bezirksklasse Halle-Merseburg, het tweede niveau onder de Gauliga Mitte en een van de drie reeksen die de tweede klasse vormden. SpVg Zeitz werd kampioen en nam deel aan de promotie-eindronde en kon deze ook afdwingen.
SV Wacker 05 Nordhausen, dat vorig jaar promotie had afgedwongen verzaakte aan deelname, de club werd niet vervangen.

## Eindstand
| Plaats | Club                       | Wed. | Saldo | Ptn.  |
| ------ | -------------------------- | ---- | ----- | ----- |
| 1.     | SpVg Zeitz 1910            | 16   | 73:25 | 27:5  |
| 2.     | Hallescher FC Wacker       | 16   | 67:24 | 22:10 |
| 3.     | VfL 1912 Merseburg         | 16   | 44:28 | 20:12 |
| 4.     | SpVgg Borussia 02 Halle    | 16   | 51:29 | 17:15 |
| 5.     | VfL 1911 Bitterfeld        | 16   | 31:33 | 15:17 |
| 6.     | TSV Leuna 1919             | 16   | 37:61 | 13:19 |
| 7.     | SV 1898 Halle              | 16   | 32:47 | 12:20 |
| 8.     | FV Schwarz-Gelb Weißenfels | 16   | 27:47 | 12:20 |
| 9.     | TuRV 1861 Weißenfels       | 16   | 17:75 | 6:26  |

|  | Kampioen, deelname promotie-eindronde |
|  | Degradatie naar 1. Kreisklasse        |

## Promotie-eindronde
TV Salza, de kampioen van Kyffhäuser, nam niet deel. De overige vier kampioenen van de 1. Kreisklasse namen het tegen elkaar op, de top twee promoveerde.
| Plaats | Club                    | Wed. | Saldo | Ptn. |
| ------ | ----------------------- | ---- | ----- | ---- |
| 1.     | FC Preußen 01 Merseburg | 4    | 10:7  | 6:3  |
| 2.     | SG Mockrehna            | 1    | 4:4   | 1:1  |
| 3.     | SV Union Sandersdorf    | 3    | 2:3   | 3:3  |
| 4.     | TSV Hohenmölsen         | 2    | 2:4   | 0:4  |

Slechts vijf uitslagen zijn bekend, bovenstaande stand is niet volledig, enkel is geweten wie promoveerde. 
|  | Promotie naar 1. Klasse Halle-Merseburg 1940/41 |